# Dolichurus ombrodes
Dolichurus ombrodes är en  stekelart som beskrevs av Nagy 1971. Dolichurus ombrodes ingår i släktet Dolichurus och familjen Ampulicidae. Inga underarter finns listade i Catalogue of Life.